# Abbaye de Fontdouce
L'abbaye Notre-Dame de Fontdouce est une ancienne abbaye bénédictine fondée en 1111, située à Saint-Bris-des-Bois, en France (Charente-Maritime).

## Histoire

### Un premier monastère modeste

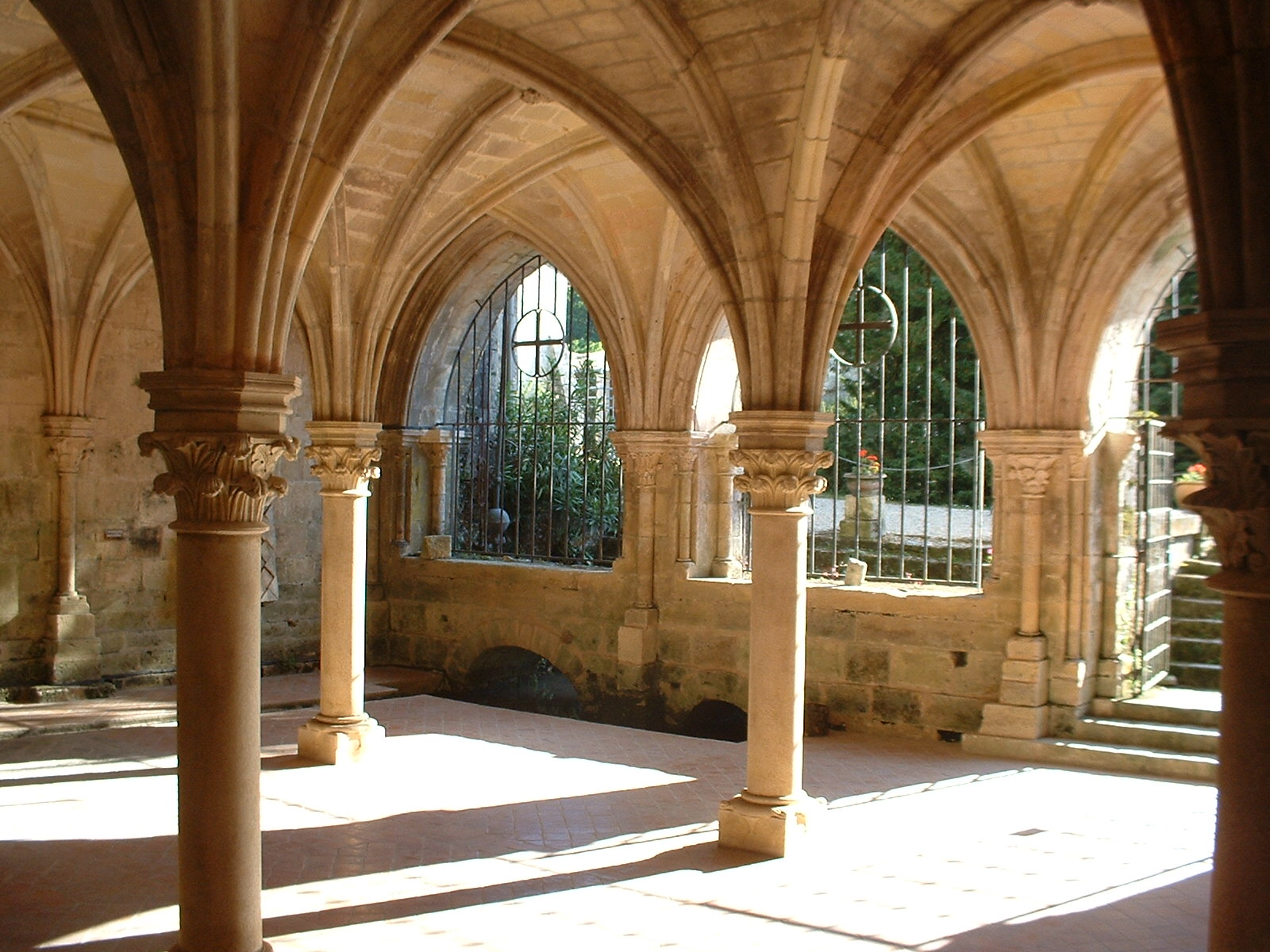
La salle capitulaire.

L’abbaye de Fontdouce est fondée vers 1111 sur les bords de la « Fontaine Douce », par Guillaume de Conchamp, seigneur de Taillebourg.
On peut supposer que les premiers moines vécurent dans des bâtiments en bois. Le plus ancien vestige en élévation reste les chapelles superposées (chapelles haute et basse) datant des années 1120.
Les moines, des bénédictins, suivent des règles d’inspiration cistercienne, caractérisées par un mode de vie très austère.

### L'apogée de Fontdouce
Vers la fin du XIIe siècle, une église abbatiale a été édifiée. D'après une gravure de 1787 et le reste d'un pilier, on peut s'imaginer la taille considérable de celle-ci.
Au début du XIIIe siècle, accolé à l’ouest de la première abbaye romane, un cloître de style gothique est progressivement construit. Autour de celui-ci, on trouvait la salle capitulaire, ouverte directement sur le cloître, un réfectoire alimenté par la Fontdouce, la cuisine et juste au-dessus de la salle capitulaire, le dortoir des moines.
Espace de transition entre le cloître et l'extérieur, le couloir parloir nous dévoile la même richesse architecturale que la salle capitulaire sa contemporaine.
L’abbaye connaît son apogée à partir de cette époque : en plus de ses prieurés (la Grainetière en Vendée et la Tenaille près de Pons), elle possède des terres dans un rayon de 100 km, incluant des salines sur la côte. Ses moines, dont le nombre a dû fortement s’accroître, vivent dans une certaine opulence.

### Les périodes sombres de l’abbaye

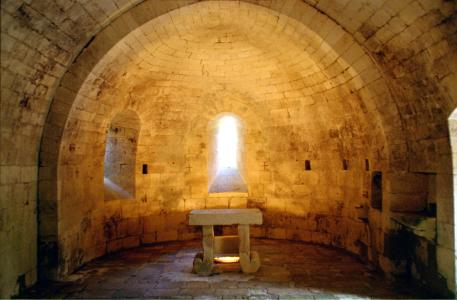
La chapelle basse.

Au XVe siècle, Fontdouce obtient le titre d’abbaye royale entraînant un profond changement de son mode d’administration : l’abbé n’est plus élu par ses pairs au sein de la communauté mais il est nommé par le roi.  C’est souvent un grand laïc à qui le roi octroie la commende, c'est-à-dire 80 % des revenus de l’abbaye. Quoi qu’il en soit, cette nomination entraîne peu à peu le déclin de l’abbaye comme centre spirituel et économique.
Puis, les guerres de Religion, au XVIe siècle, accélèrent sa décadence.  L’église abbatiale est saccagée : elle ne sera jamais reconstruite. 
Les années suivant la Révolution française apportent également leur lot de destructions : plusieurs bâtiments dont le réfectoire disparaissent. Les derniers moines sont chassés en 1793 et l’année suivante le site est vendu comme bien national pour servir de propriété agricole. Le fermier Boutinet qui rachète les lieux construit alors, sur les restes des bâtiments conventuels, une maison style Premier Empire.

### Fontdouce renaît
Dans les années 1820, Fontdouce entre dans la famille des actuels propriétaires qui, le 16 décembre 1986,  fera classer monuments historiques les parties gothiques, salle capitulaire et parloir.
À partir de 1970, les actuels propriétaires entreprennent une série de fouilles destinées à la restauration de l'abbaye de Fontdouce. Ils font progressivement revivre salle capitulaire et le parloir gothique, les deux chapelles romanes superposées et autres vestiges. Cet ensemble de bâtiments témoigne des transformations que le site a subies au fil du temps. Ces travaux de restauration leur vaudront le troisième prix du concours chef-d’œuvre en péril en 1979.[réf. nécessaire]
En 1986, le site est entièrement classé Monument historique.

## Fontdouce aujourd'hui

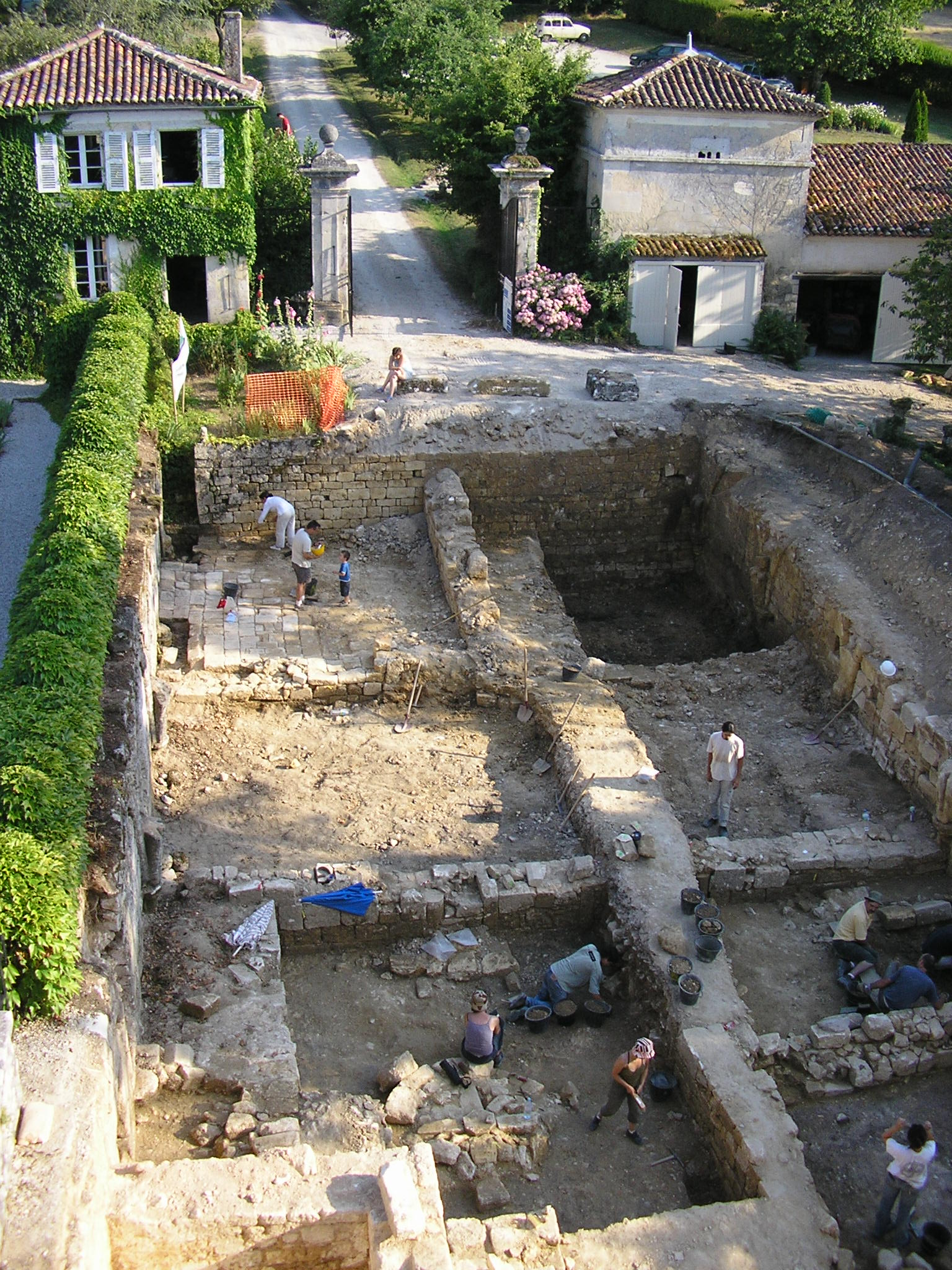
Fouilles de la salle des Moines à l'abbaye en juillet 2006.

Faisant suite au travail commencé dans les années 1970, un chantier de fouilles archéologiques a été réalisé à l’abbaye de Fontdouce durant tout le mois de juillet 2006 sous la direction de la DRAC. L’équipe de fouille était composée d’archéologues professionnels, de fouilleurs bénévoles, étudiants en Histoire ou en Archéologie, amateurs éclairés et passionnés d’Histoire médiévale.
Une vaste salle des moines de 300 m2 a été mise au jour dans le sous-sol devant le logis du XIXe siècle. Lieu de travail au XIIe siècle, cette salle offre deS vestiges comme un escalier en colimaçon, des latrines, une cheminée, un dallage conservé, des arcades, chapiteaux, colonnes… .
À l’intérieur de la salle ainsi dégagée, des travaux de recherche archéologique seront poursuivis en 2007, avant de procéder à un aménagement intérieur permettant d’utiliser cette salle tant pour les visites que pour la location de salle de réception.

## Les jardins et les autres bâtiments

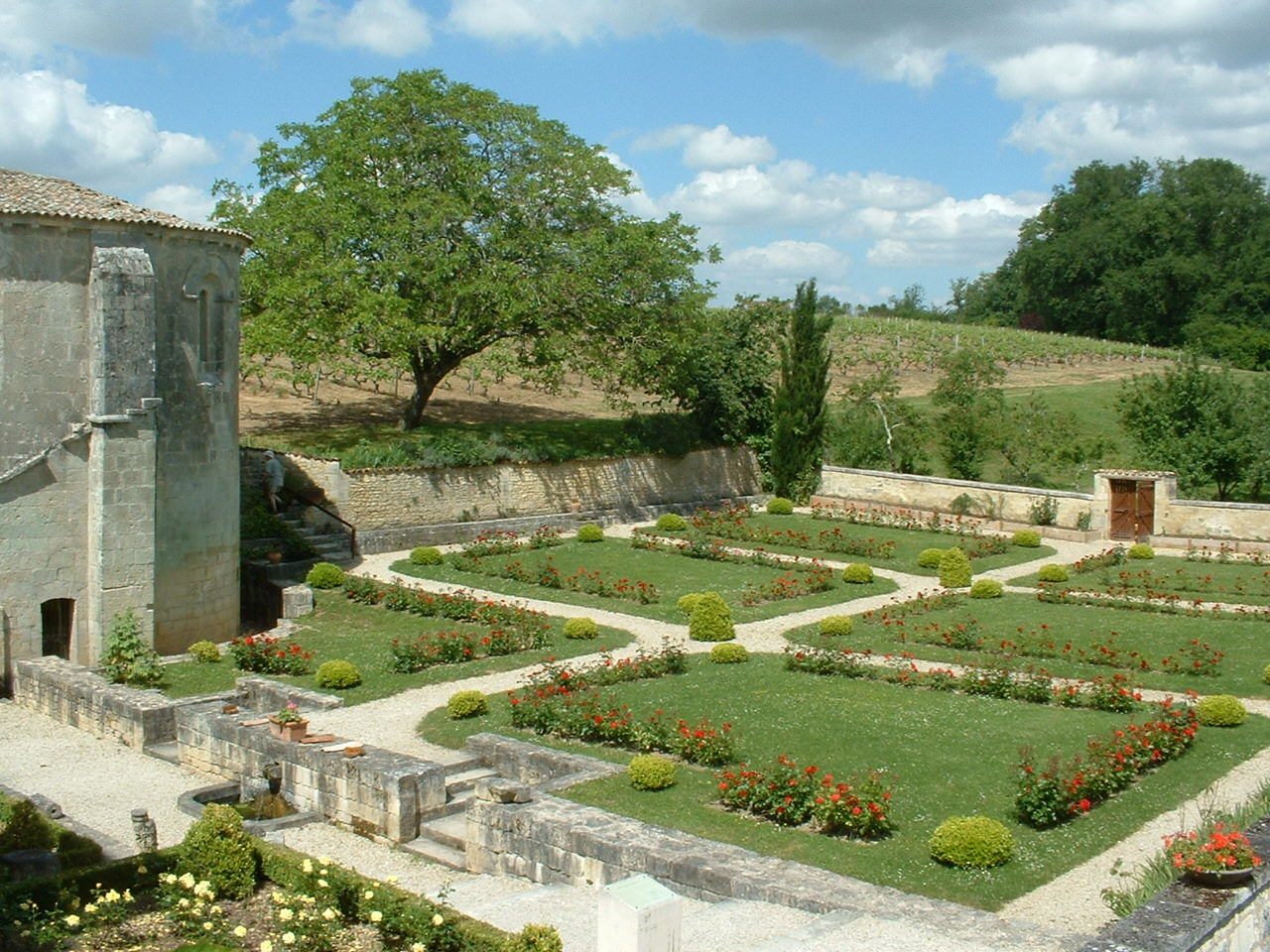
Les jardins de l'abbaye.

L’abbaye comprend des jardins à la française et des bâtiments monastiques encore en majorité très bien conservés.
Parmi ces bâtiments, notons la salle capitulaire et le parloir gothiques aux pierres restées étonnamment blanches, les deux chapelles romanes superposées et plusieurs autres vestiges, dont l’enfermerie. Cet ensemble de bâtiments témoigne de façon originale des transformations que le site a subies au fil du temps. Les ruines de l’abbatiale gothique témoignent également de la puissance que Fontdouce a connue.  L'existence de la vaste salle des moines a été révélée lors de fouilles préventives au cours de l’année 2004 et mise au jour en juillet 2006.
L’abbaye est située à l’écart des grands axes, au cœur d’un vallon verdoyant mis en valeur par des jardins à la française et des bassins d’eau claire. Les jardins ont été reconstitués à partir d’une gravure de l’abbaye datant d’avant la Révolution française. Ils sont ponctués de points d’eau (fontaines et bassins) alimentés par la rivière dont la source se trouve à quatre cents mètres plus en amont.